# Castilleja occidentalis
Espèce
Classification phylogénétique
Castilleja occidentalis est une espèce de plantes herbacées à fleurs appartenant à la famille des Scrophulariaceae, selon la classification classique, ou à celle des Orobanchaceae, selon la classification phylogénétique.
Ce « pinceau indien » est originaire d'Amérique du Nord. On le trouve dans les Montagnes Rocheuses en Colombie-Britannique. On le retrouve aussi dans l'Utah et  le Colorado. Dans le Montana, sa présence est signalée dans le Parc national de Glacier.